# 髷替え

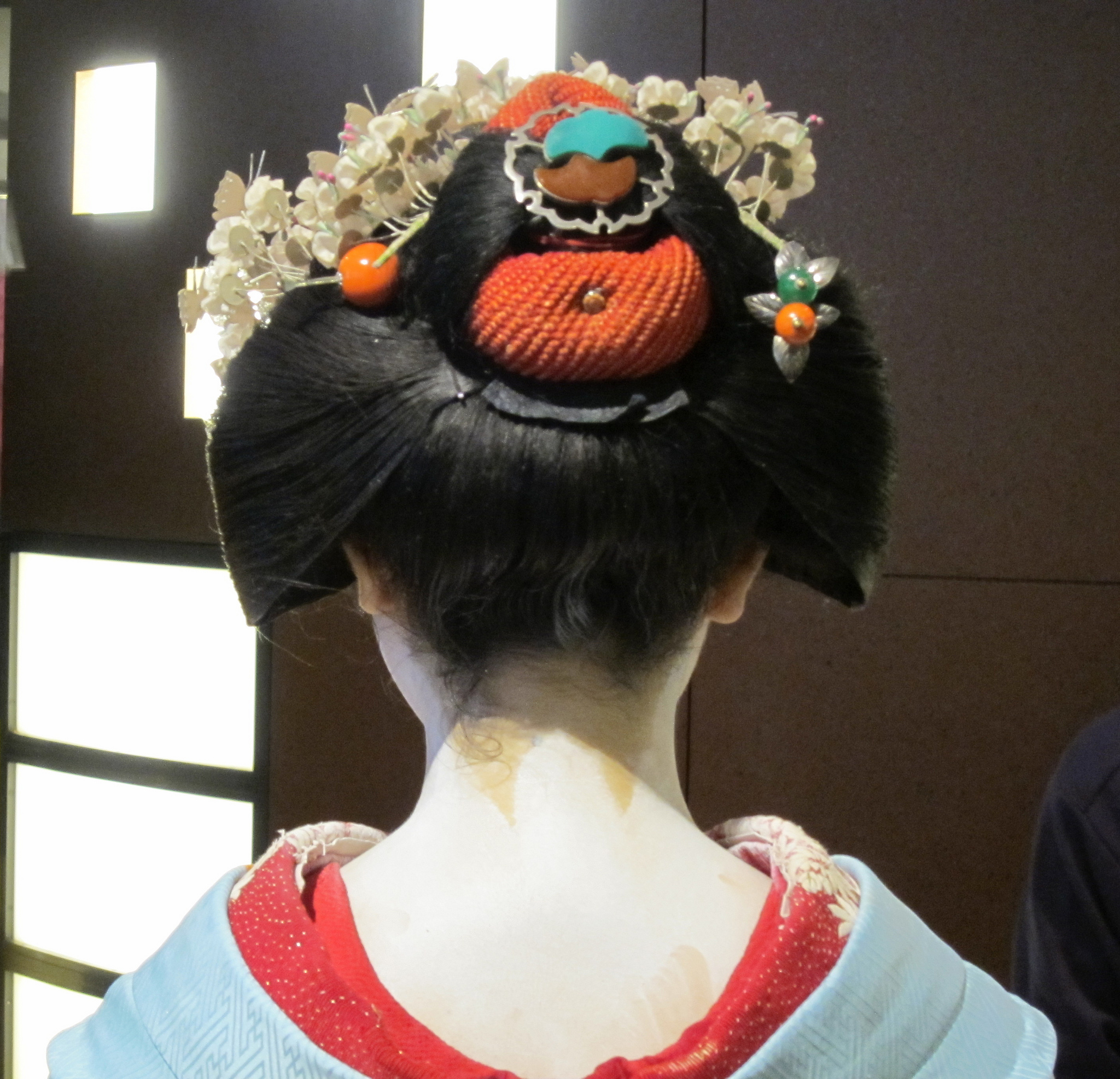
割れしのぶ

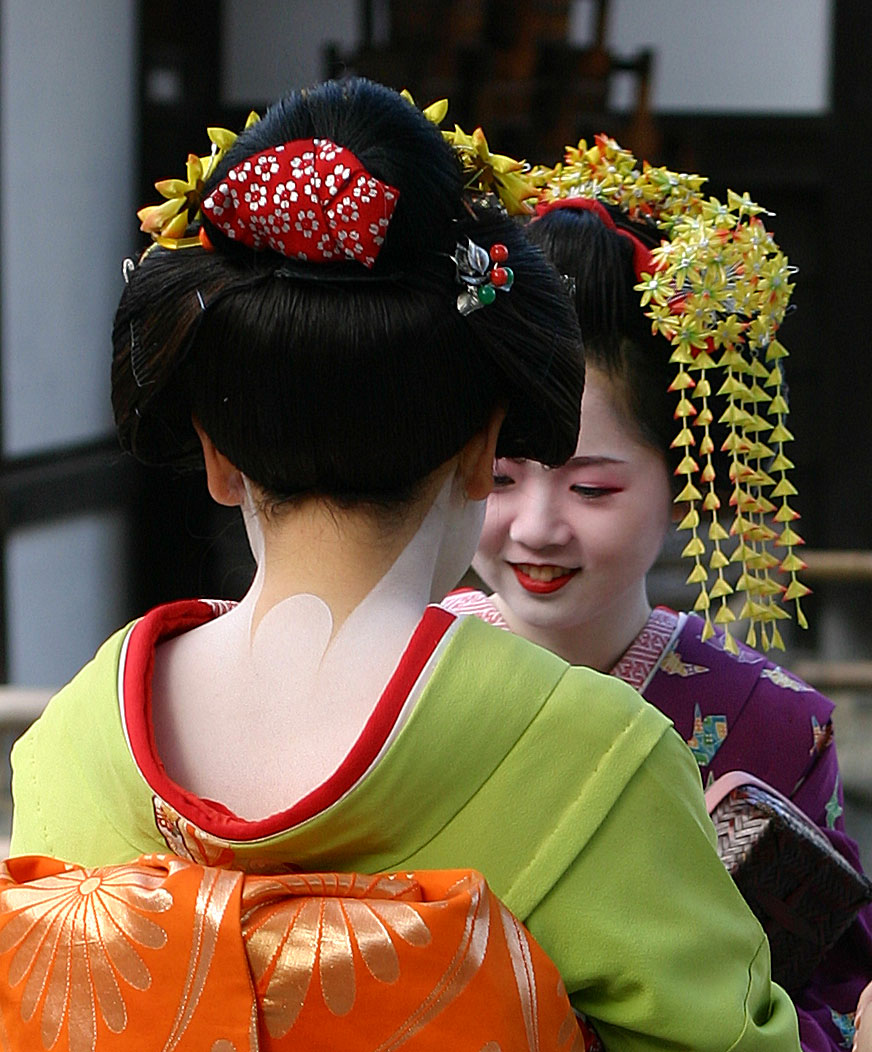
舞妓風のおふく

髷替え（まげかえ、わげかえ）とは、京都の舞妓が舞妓に出て年数が経った頃に髪型を割れしのぶからおふく（ふく髷とも）に結いかえることをさす。

## 髷替えの時期
だいたい舞妓になって２〜３年目頃に行われる。舞妓でも年長者となり芸妓に一歩近づいた存在となる。

## 髷替えと水揚げ
戦前までの京都の花街では、舞妓に水揚げの旦那がつくと「髷替え」をしたので、「髷替え」は、いわば水揚げの証であったのだが、現在の「髷替え」は、舞妓に出て年数が経ち見た目が少し大人びて立場もそれなりになった舞妓に合わせて、髪型も少し大人びたものに替えるというだけのことである。また、現在の舞妓の水揚げも、色事抜きで、割れしのぶからおふくへと髪型を替える、事実上の「髷替え」とされることがある。